# راجر آبیوت
راجر آبیوت (انگلیسی: Roger Abiut؛ زادهٔ ۱ ژانویهٔ ۱۹۷۲) سیاستمدار اهل وانواتو است. وی دو مرتبه از ۲۴ مارس ۲۰۰۴ تا ۱۲ آوریل ۲۰۰۴ و از ۱۱ مه ۲۰۰۴ تا ۲۸ ژوئیه ۲۰۰۴ رئیس‌جمهور موقت وانواتو بود.